# Denotat
Denotat (lateinisch denotatum „das genannte“) bezeichnet in der Semiotik, Linguistik und Sprachphilosophie entweder den begrifflichen Inhalt eines Zeichens (Gegenbegriff: Konnotat) oder den durch ein Zeichen bezeichneten Gegenstand der außersprachlichen Wirklichkeit. Der Ausdruck ist bedeutungsähnlich mit dem ebenfalls mehrdeutigen Denotation. 

## Denotat als begrifflicher Inhalt eines Zeichens
„Denotat“ bedeutet zum einen der begriffliche Inhalt eines Zeichens und bezeichnet dann einen Gegenbegriff zum Begriff Konnotat, d. h. zur affektiven, assoziierten oder emotionalen Nebenbedeutung. Der Gegensatz Denotat – Konnotat entspricht dem Gegensatz Denotation – Konnotation.
Teilweise wird Denotat nur in dieser Bedeutung verwendet, teilweise wird diese Bedeutung überhaupt nicht genannt.

## Denotat als der bezeichnete Gegenstand
Verbreitet wird der Ausdruck Denotat zum anderen auch oder nur für den von einem Zeichen bezeichneten (außersprachlichen) Gegenstand verwendet.
Der Ausdruck Denotat wird dann als bedeutungsgleich (als synonym) zu Referent und zu Extension angesehen. Gegenstand ist dabei in einem weiten Sinn zu verstehen und steht für Dinge, Verhältnisse, Eigenschaften oder Sachverhalte.
Abhängig von der zugrunde gelegten Semantiktheorie kann der Terminus Denotat in seiner Bedeutung noch weiter variiert und spezifiziert werden:
- In einem Modell im Sinne der modelltheoretischen Semantik ist Denotat „das (mengentheoretische) Objekt, das dem Ausdruck in diesem Modell zugeordnet ist.“[11] (Nur) wenn das Modell ein Ausschnitt der wirklichen Welt ist, ist das Denotat der Referent in der Welt.
- Wird zwischen Denotat und Designat unterschieden, so bezeichnet der Ausdruck Designat die durch einen sprachlichen Ausdruck bezeichnete Klasse und Denotat die einzelnen Elemente der Klasse. So Morris: „Die Denotate sind die Elemente der Klasse (scilicet: des Designats).“[12]
- In behavioristischer Engführung kann mitunter mit Denotat nur ein „beobachtbarer Referent“[13] gemeint sein.